# Kfz-Kennzeichen (Vereinigtes Königreich)
Das Vereinigte Königreich, die britischen Überseegebiete und die Kronbesitzungen der britischen Krone verwenden unterschiedliche Kfz-Kennzeichen-Systeme.

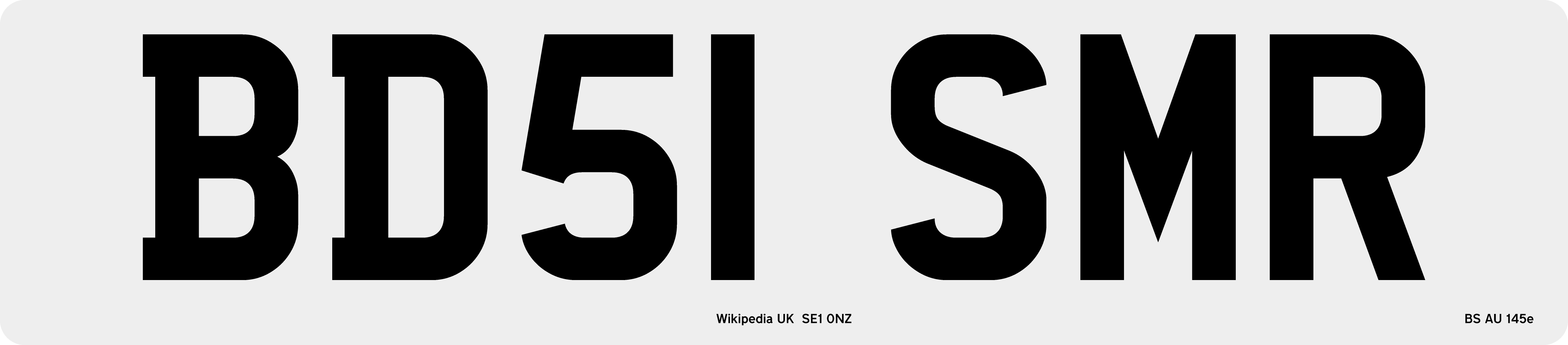
Kfz-Kennzeichen aus dem Vereinigten Königreich, vorne

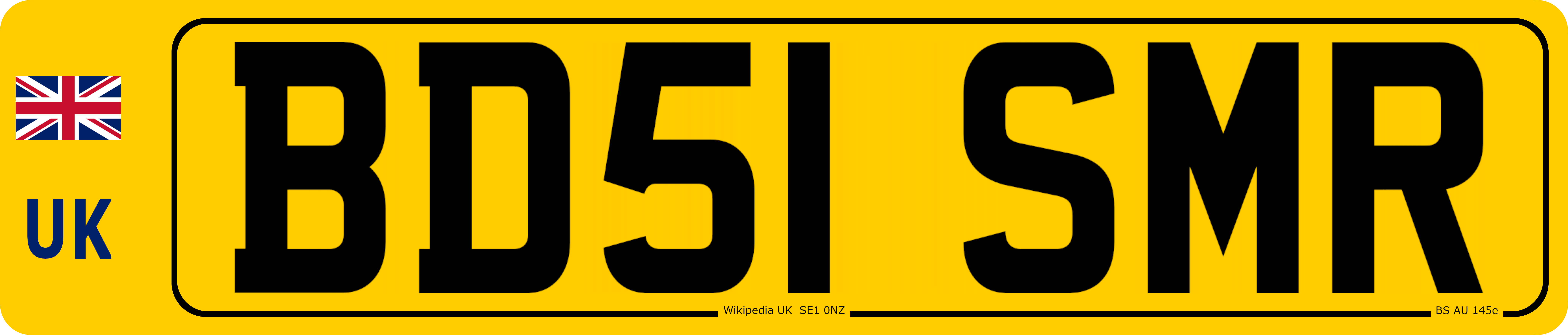
Kfz-Kennzeichen aus dem Vereinigten Königreich, hinten

## Vereinigtes Königreich

### Großbritannien

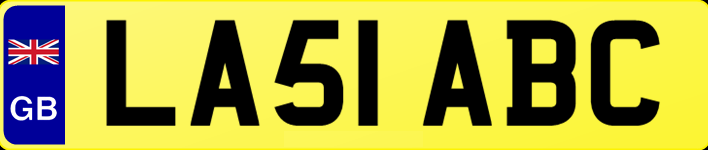
Altes Kfz-Kennzeichen aus Großbritannien

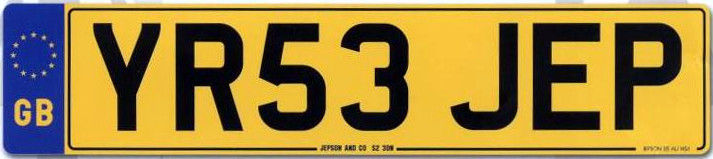
Altes Kfz-Kennzeichen aus Großbritannien mit EU-Flagge

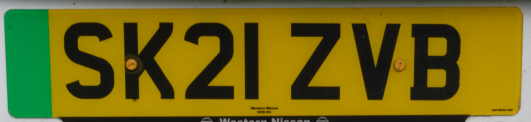
Kennzeichen von Elektro-Fahrzeugen haben links einen grünen Streifen

Die drei Länder England, Schottland und Wales auf der Insel Großbritannien verwenden ein gemeinsames Kennzeichensystem.

### Nordirland

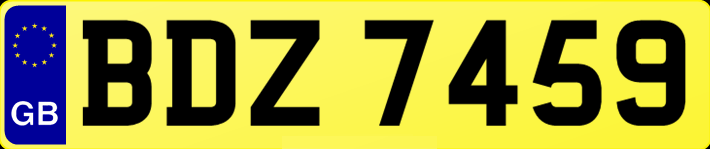
Altes Kfz-Kennzeichen aus Nordirland mit EU-Flagge

Nordirland verwendet ein abweichendes Kennzeichensystem, das auf dem für ganz Irland verwendeten System von 1903 basiert und bis 1987 auch in der Republik Irland verwendet wurde.

## Britische Überseegebiete
Die britischen Überseegebiete verwenden eigene Kennzeichensysteme.

## Kronbesitzungen der britischen Krone
Weiterhin gibt es die Kronbesitzungen der britischen Krone, die kein Teil des Königreichs sind, sondern dem britischen Monarchen direkt unterstehen. Sie verwenden eigene Kennzeichensysteme.